# Jacques Zimako
Jacques Zimako (født 28. december 1951 på Ny Kaledonien, død 8. december 2021) var en fransk fodboldspiller (angriber).
Zimako tilbragte hele sin karriere i Frankrig, hvor han spillede for SC Bastia, AS Saint-Étienne og FC Sochaux. Hos Saint-Étienne var han i 1981 med til at vinde det franske mesterskab.
Zimako spillede desuden 13 kampe og scorede to mål for Frankrigs landshold. Hans første landskamp var et opgør mod Argentina 26. juni 1977, hans sidste en VM-kvalifikationskamp mod Holland 18. november 1981.

## Titler
Ligue 1
- 1981 med Saint-Étienne